# 구은수
구은수(具恩洙, 1958년 충청북도 옥천군 ~ )은 대한민국의 경찰공무원이었다. 제30대 서울지방경찰청장을 역임하였다.

## 학력
- 청산중학교 졸업
- 충남고등학교 졸업
- 동국대학교 경찰행정학과 학사

## 경력
- 2003.04 ~ 2004.07 제54대 영동경찰서 서장
- 2004.07 ~ 2005.02 제48대 보은경찰서 서장
- 2007.01 ~ 2008.03 제54대 서울종로경찰서 서장
- 2010.01 충북지방경찰청 차장
- 2010.12 서울지방경찰청 101경비단 단장
- 2011.12 ~ 2012.02 제33대 중앙경찰학교 교장
- 2012.03 ~ 2013.04 제26대 충북지방경찰청 청장
- 2013.04 경찰청 외사국장
- 2013.12 ~ 2014.08 대통령비서실 정무수석실 사회안전비서관
- 2014.09 ~ 2015.12 제30대 서울지방경찰청 청장
- 2017.02 ~ 2018.02 제13대 경찰공제회 이사장